# Seznam trenérů české fotbalové reprezentace
Toto je chronologický seznam trenérů české fotbalové reprezentace.

## Seznam trenérů
| Pořadí | Trenér           | Portrét               | Začátek a konec ve funkci | Začátek a konec ve funkci | Bilance              | Dnů ve funkci | Zdr.  |
| ------ | ---------------- | --------------------- | ------------------------- | ------------------------- | -------------------- | ------------- | ----- |
| 1.     | Dušan Uhrin      | Není dostupný portrét | 25. května 1993           | 21. prosince 1997         | 48 zápasů (27-10-11) | 1671          |       |
| 2.     | Jozef Chovanec   | Není dostupný portrét | 8. ledna 1998             | 20. listopadu 2001        | 45 zápasů (27-7-11)  | 1412          |       |
| 3.     | Karel Brückner   | Není dostupný portrét | 12. prosince 2001         | 30. června 2008           | 76 zápasů (50-12-14) | 2392          |       |
| 4.     | Petr Rada        | Není dostupný portrét | 17. července 2008         | 8. dubna 2009             | 8 zápasů (2-4-2)     | 265           |       |
| 5.     | František Straka | František Straka      | 12. května 2009           | 30. června 2009           | 1 zápas (1-0-0)      | 49            |       |
| 6.     | Ivan Hašek       | Ivan Hašek            | 7. července 2009          | 14. října 2009            | 5 zápasů (3-2-0)     | 99            |       |
| 7.     | Michal Bílek     | Michal Bílek          | 20. října 2009            | 10. září 2013             | 42 zápasů (16-10-16) | 1421          |       |
| 8.     | Josef Pešice     | Josef Pešice          | 13. září 2013             | 31. prosince 2013         | 3 zápasy (3-0-0)     | 109           | [ 1 ] |
| 9.     | Pavel Vrba       | Pavel Vrba            | 1. ledna 2014             | 30. června 2016           | 25 zápasů (10-5-10)  | 911           |       |
| 10.    | Karel Jarolím    | Není dostupný portrét | 15. července 2016         | 11. září 2018             | 22 zápasů (10-4-8)   | 788           | [ 6 ] |
| 11.    | Jaroslav Šilhavý | Jaroslav Šilhavý      | 18. září 2018             | 21. listopadu 2023        | 31 zápasů (17-2-12)  | 1890          |       |

## Úspěchy
- Dušan Uhrin
  -  2. místo na ME 1996
  -  3. místo na Konfederačním poháru 1997
- Jozef Chovanec
  - Kvalifikace na ME 2000 s bilancí 10-0-0
- Karel Brückner
  -  3. místo na ME 2004
  - Postup na MS 2006
- Michal Bílek
  - Čtvrtfinále na ME 2012
- Jaroslav Šilhavý
  - Čtvrtfinále na ME 2020